# Stylidium osculum
Stylidium osculum este o specie de plante dicotiledonate din genul Stylidium, familia Stylidiaceae, ordinul Asterales, descrisă de Anthony R. Bean. Conform Catalogue of Life specia Stylidium osculum nu are subspecii cunoscute.